# Petit-Croix
Petit-Croix là một làng và xã tại tỉnh Territoire de Belfort, vùng Bourgogne-Franche-Comté, đông bắc Pháp.

## Thông tin nhân khẩu
Theo điều tra nhân khẩu năm 1999, xã này có dân số 307. Ước lượng vào năm 2007 dân số xã là 331 người.